# V. Károly császár Mühlbergnél
Az V. Károly császár Mühlbergnél (Carlos V en la batalla de Mühlberg) Tiziano Vecellio festménye, amely 1548-ban készült.
A kép V. Károly német-római császárt örökíti meg abból az alkalomból, hogy győzelmet aratott a mühlbergi csatában 1547. április 24-én az ellene lázadó schmalkaldeni szövetség felett.
Károlyt könnyűlovasként, lándzsával a kezében, övében kerekes pisztollyal, lova hátán festette meg Tiziano. A király az augsburgi páncélműves, Desiderius Helmschmid által 1545-ben készített felszerelést viseli, a mellvérten látható a Szűz Máriát a kisdeddel ábrázoló plakett, amely 1531 óta volt része Károlya páncélzatának.
A festmény két koncepció ötvözeteː egyrészt a római tradíciók folytatójaként, másrészt, ahogy Rotterdami Erasmus nevezte, Krisztus katonájaként  ábrázolja az uralkodót. A két gondolatot a Károly kezében lévő fegyver köti össze, amely egyszerre utal a Szent Lándzsára, amellyel a római katona megszúrta a kereszten haldokló Jézust és Szent György lándzsájára, amellyel az megölte a sárkányt. Emellett szimbóluma a római és német-római császárok hatalmának is.
A festmény keletkezésének korában az udvar elsősorban a kép politikai, nem pedig a vallási konnotációját akarta kiemelni, hangsúlyozva ezzel, hogy Károly azért harcolt a schmalkaldeni szövetséggel, mert fellázadtak legitim uralkodójuk ellen, nem pedig azért, mert ellenfelei protestánsok voltak. Tény, hogy több lutheránus nemes, köztük Móric szász választófejedelem is őt támogatta. Szintén ez ellen szólt az is, hogy a kép Augsburgban készült, ahol a császár találkozott a vele szemben álló protestáns vezetőkkel. Ebben a helyzetben arroganciának tűnt volna, ha a kép egyértelműen a hit védelmezőjeként ábrázolja őt. A festmény nem hangsúlyozza Károly győzelmét Mühlbergnél, habár Pietro Aretino azt javasolta, az uralkodó lova a legyőzött lázadókon taposson.
A művészettörténészek szerint az alkotásnak nincs előképe az olasz festmények között, úgy vélik, hogy antik és reneszánsz szobrok, valamint német képzőművészek, például Albrecht Dürer művei adhatták az ihletet hozzá. Előképe lehetett Hans Burgkmair 1508-as fametszete I. Miksa német-római császárról. A mühlbergi csata után Károly rendelt egy lovasszobrot is Leone Leoni itáliai mestertől, de az végül nem készült el. 
A képet Mária magyar királyné kapta meg, majd a madridi Alcázár palotában helyezték el. Ma a Prado gyűjteményének része.